# Конструкторское бюро химического машиностроения имени А. М. Исаева
Акционерное общество «КБхиммаш им. А.М. Исаева» (АО «КБхиммаш им. А.М. Исаева») в ведении Федерального космического агентства — занимается проектированием, экспериментальной отработкой, исследованиями и изготовлением двигателей космических аппаратов и ракет. Из-за вторжения России на Украину бюро находится под санкциями всех стран Евросоюза, США, Украины и Японии.

## Адрес
141070, Московская область, г. Королёв, Подлипки, ул. Богомолова, д. 12
В состав предприятия входит большое количество корпусов, расположенных в промышленной части города Королёва, примыкающего к национальному парку Лосиный остров.

## История
Предприятие с момента своего основания занималось разработкой и выпуском ракетных двигателей: с 1943 года — жидкостных ракетных двигателей для ВВС (РД1, РД1-М, У-1250, СУ-1500, У-400-10 и др.), с 1946 года — первых ЖРД с насосной подачей, жидкостных ракетных двигателей (ЖРД) для зенитных ракет, двигателей для крылатой ракеты «Буря», с 1968 года — ЖРД для посадки, взлёта с Луны и возвращения космических аппаратов на Землю, с 1995 года — ЖРД для разгонных блоков «Бриз-М», «Бриз-КМ», «Фрегат» и ракет-носителей.
Указом Президента Российской Федерации № 127 от 03.02.2007 «КБ химмаш им. А. М. Исаева» вошло в состав ФГУП «ГКНПЦ им. М. В. Хруничева».
1 ноября 2019 года образовано Акционерное общество «КБхиммаш им. А.М. Исаева».
1 сентября 2020 года завершился очередной этап перехода «Конструкторского бюро химического машиностроения имени А.М. Исаева» (КБхиммаш им. А.М. Исаева) в интегрированную структуру предприятий ракетного двигателестроения под управлением НПО Энергомаш (входит в состав Госкорпорации «Роскосмос»).
В рамках данного этапа в ранее учреждённое одноимённое акционерное общество, 100% акций которого принадлежат Государственному космическому научно-производственному центру имени М.В. Хруничева, осуществлён перевод персонала и передача производственных мощностей. В дальнейшем акции КБхиммаш им. А.М. Исаева будут переданы в собственность Госкорпорации «Роскосмос» и доверительное управление головному предприятию интегрированной структуры НПО Энергомаш, что позволит КБхиммаш им. А.М. Исаева стать полноправным членом двигателестроительного холдинга.
Интегрированная структура, которая объединит ведущие российские предприятия ракетного двигателестроения под управлением НПО Энергомаш, создаётся в соответствии с решениями правления и наблюдательного совета Госкорпорации «Роскосмос».
В структуру уже вошли Протон-ПМ, КБХА, НИИМаш и Турбонасос. Работа в подобном холдинге позволяет создавать новые площадки для обмена опытом между конструкторскими бюро, опираясь на опыт и традиции научных школ. Кроме этого, сообщество двигателистов приобретает новые возможности для активного внедрения информационных технологий в процесс разработок и создания двигателей, формирования совместных центров компетенций, ускоренного развития уникальных и перспективных технологий. Реформирование предприятий ракетного двигателестроения ориентировано на эффективное использование научных, промышленных и человеческих ресурсов.
Кроме космических двигателей, предприятие выпускает товары народного потребления: кресла-коляски для инвалидов, теннисные столы, мангалы, гидромоторы. Предприятие также оказывает услуги по электросварочным работам, механообработке, различного вида испытаниям оборудования.

## Директора
- 1943—1971 — Исаев, Алексей Михайлович;
- 1971—1985 — Богомолов, Владислав Николаевич;
- 1985—2001 — Леонтьев Николай Иванович[6];
- 2001—2006 — Селезнёв Евгений Петрович;
- 2008—2012 — Петрик Владимир Андреевич;
- 2012—н.в. — Панин Игорь Геннадьевич.

## Приоритетные разработки
Предприятию принадлежат достижения, оказавшим существенное влияние на развитие мирового жидкостного ракетного двигателестроения:
- ЖРД с запуском под водой
- Разработка и создание небольших (тяга до 600 кг) камер сгорания с абляционным охлаждением
- Разработка и создание многократно включающихся жидкостных ракетных двигателей для космических аппаратов, космических кораблей и станций, работающих в условиях длительного пребывания в космическом пространстве, как на околоземной орбите, так и на полётных орбитах объектов дальнего космоса и др[8].

## Продукция
Основными видом продукции предприятия в настоящее время являются жидкостные ракетные двигатели (ЖРД) для зенитных боевых ракет, ракет-носителей с наземным стартом, крылатых ракет морского и воздушного базирования, автоматических и пилотируемых космических кораблей и станций, разгонных блоков космических аппаратов.

## Интересные сведения
На территории КБ химмаш работает музей ракетных двигателей и истории предприятия.
В музее можно познакомиться со всеми направлениями деятельности конструкторского бюро.
Предприятие имеет свою поликлинику, общежития, водно-спортивную базу в Пирогово, лечебно-оздоровительных комплекс «Дружба».
В молодости на предприятии работал Борис Грачевский, создатель и руководитель «Ералаша».